# Faustball-Europameisterschaft der Frauen 2011
Die 12. Faustball-Europameisterschaft der Frauen fand 2011 in Ludwigshafen am Rhein (Deutschland) gleichzeitig mit der Europameisterschaft 2011 für U21-Mannschaften statt. Deutschland war zum vierten Mal Ausrichter der Faustball-Europameisterschaft der Frauen. Die Mannschaft von Österreich gewann das Turnier nach einem 3:1-Sieg über Deutschland.

## Teilnehmer
Von den europäischen Mitgliedsnationen der International Fistball Association nahmen 2011 fünf Nationen teil:
- Deutschland (Gastgeber)
- Italien
- Österreich
- Schweiz (Titelverteidiger)
- Tschechien

## Vorrunde
| Rang | Team        | Sätze | Ballverh. | Punkte |
| ---- | ----------- | ----- | --------- | ------ |
| 1.   | Deutschland | 8:1   | 95:68     | 8:0    |
| 2.   | Österreich  | 7:2   | 94:58     | 6:2    |
| 3.   | Schweiz     | 4:4   | 77:66     | 4:4    |
| 4.   | Italien     | 2:6   | 59:78     | 2:6    |
| 5.   | Tschechien  | 0:8   | 33:88     | 0:8    |

Spielergebnisse
| 16.07.2011 | Deutschland | – | Tschechien | 2:0 | (11:3, 11:5)       |
| 16.07.2011 | Schweiz     | – | Italien    | 2:0 | (11:6, 11:8)       |
| 16.07.2011 | Deutschland | – | Italien    | 2:0 | (11:9, 11:8)       |
| 16.07.2011 | Österreich  | – | Tschechien | 2:0 | (11:3, 11:2)       |
| 16.07.2011 | Schweiz     | – | Österreich | 0:2 | (9:11, 9:11)       |
| 16.07.2011 | Tschechien  | – | Italien    | 0:2 | (5:11, 7:11)       |
| 16.07.2011 | Deutschland | – | Schweiz    | 2:0 | (11:9, 11:6)       |
| 16.07.2011 | Österreich  | – | Italien    | 2:0 | (11:4, 11:2)       |
| 16.07.2011 | Deutschland | – | Österreich | 2:1 | (11:8, 7:11, 11:9) |
| 16.07.2011 | Tschechien  | – | Schweiz    | 0:2 | (2:11, 6:11)       |

## Qualifikationsspiel für das Spiel um Platz 3
| 15.08.2009 | Italien | – | Tschechien | 3:0 | (11:8, 11:8, 14:12) |

## Halbfinale
| 15.08.2009 | Österreich | – | Schweiz | 3:0 | (11:8, 11:7, 11:9) |

## Platzierungs- und Finalspiele
| Spiel um Platz 3 | Spiel um Platz 3 | Spiel um Platz 3 | Spiel um Platz 3 | Spiel um Platz 3 | Spiel um Platz 3          | Spiel um Platz 3 | Spiel um Platz 3 |
| ---------------- | ---------------- | ---------------- | ---------------- | ---------------- | ------------------------- | ---------------- | ---------------- |
| 15.08.2009       | Italien          | –                | Schweiz          | 0:3              | (5:11, 6:11, 6:11)        |                  |                  |
| Finale           |                  |                  |                  |                  |                           |                  |                  |
| 15.08.2009       | Deutschland      | –                | Österreich       | 1:3              | (11:9, 11:13, 6:11, 5:11) |                  |                  |

## Endergebnis
| Platz | Land        | Flagge | Code |
| ----- | ----------- | ------ | ---- |
| 1.    | Österreich  |        | AUT  |
| 2.    | Deutschland |        | GER  |
| 3.    | Schweiz     |        | SUI  |
| 4.    | Italien     |        | ITA  |
| 5.    | Tschechien  |        | CZE  |